# Праисторија
Праисторија или преисторија (од грч. προϊστορία: προ — пре, ιστορία — прича; односно: prae — претходни, historia — латинизована реч ιστορία или лат. praehistoria) је временски период до појаве првих писама.
Пол Торнал је први смислио овај термин како би описао предмете начињене у пећинама у јужној Француској. У француски језик је ушао тридесетих година 19. века да би се описало време пре писма, а Данијел Вилсон га је у енглески језик увео 1851.
Праисторија је временски период који траје од тренутка када је праисторијски човек почео да израђује оруђе и оружје до појаве првих писама и дели се према материјалу од кога су оруђе и оружје прављено и начину његове обраде на:
- старије камено доба (палеолит),
- средње камено доба (мезолит),
- млађе камено доба (неолит), и
- метална доба:
  - бакарно доба,
  - бронзано доба,
  - гвоздено доба.

## Дефиниција
За прaисторију се може рећи да датира од настанка свемира, иако се термин чешће користи за означавање периода када је било живота на Земљи; диносауруси се могу описати као прaисторијске животиње, а пећински људи као прaисторијски људи. Уобичајено контекст имплицира о ком се геолошком или временском периоду говори, на пример „праисторијски миоценски мајмуни“ имплицира на време од пре 23-5,5 милиона година раније или „средњо-палеолитски хомо сапијенс“ имплицира на време од пре 200.000-30.000 година.
Како по дефиницији праисторије нема писаних извора о праисторијским временима (или барем нема ниједног познатог који још увек постоји), информације које знамо о том временском периоду добијамо од наука као што су палеонтологија, биологија, палинологија, геологија, етноастрономија, антропологија, археологија и друге природне и друштвене науке. У друштвима где се писмо скоро појавило, усмено преношење знања, са генерацију на генерацију, садржи извештаје о праисторијским временима.
Овај термин је постао мање стриктно дефинисан у 20. веку како је граница између историје (интерпретација писаних и усмених сведочанстава) и других дисциплина постала мање оштра. Данашњи историчари се ослањају на доказе из многих области и не ограничавају се на историјски период и писане, усмене или друге симболички записане изворе, а такође термин историја се више користи него термин праисторија (нпр. историја Земље, историја свемира). Ипак, ова подела је остала важна многим научницима, посебно у друштвеним наукама.
Главни истраживачи о праисторији човека су археолози и антрополози који користе ископине, географска истраживања и научне анализе да открију и интерпретирају природу и понашање људи пре појаве писма или оних који немају писма.
Датум који означава крај праисторије, дан када су писани извори постали корисни академски извори, варира од региона до региона. У Египту је углавном прихваћено да се праисторија завршава око 3200. п. н. е. док је крај праисторије на Новој Гвинеји око 1900.

### Палеолит
Палеолит (грч. παλαιολιθικός - сложеница од - παλαιός - стар и λίθος - камен) је период који се протеже од пре 2.600.000 година до 10.000. године п. н. е. Обележио га је настанак и развој хоминида и првобитног оруђа и оружја.
У старијем каменом добу људи су живели у пећинама. Човек је овладао ватром, бавио се скупљањем плодова и ловом. Оружје и оруђе је прављено окресивањем камена. Током средњег палеолита људи су овладали језиком, стварали су најранију уметност, музику и почели су са пијететом да сахрањују умрле чланове заједнице.
Почеле су и велике миграције, човек је пре око 80 миленијума населио област од Источне Африке до Блиског истока, затим продире на истоку ка јужној Азији и Аустралији са Океанијом пре око 60 миленијума, затим се креће северно ка Европи и источно ка средњој Азији, осваја области Аустралије. Током млађег палеолита (пре око 40 миленијума) развијају се снажне палеолитске културе, човек продире до северне Америке и Океаније. Током последњег леденог доба, данас региони погодни за живот, били су изузетно негостољубиви, крајем овог периода око 12.000. године п. н. е. насељене су готово све области које нису биле покривене вечитим снегом и ледом.
У пећинама Алтамира у Шпанији и Ласко у Француској пронађени су цртежи бизона, јелена и мамута које потичу из тог времена. На сликама преовладавају смеђа, жута и црвена боја.
Области западне и средње Европе насељене су у првом одсеку плеистоцена (дилувиј, ледено доба), територија Балканског полуострва постају део екумене тек у раздобљу последње глацијације (алпска глацијација Würm). Током овог периода клима је била хладна, граница вечног леда спуштала се и до 1.500 m надморске висине, тло су покривале степе и ретке шуме борова, смреке и брезе, а ветар је долине великих река ветрови засипао песком и чиме се стварао лес по равницама. Због тога су први људи за своја станишта бирали пећине на обронцима нижих брда који затварају мање речне долине.
Археолошка налазишта из овог времена су: Хадар у Етиопији, Монте Чирчео у Италији, Тешик таш у Туркменистану, Шанидар у Ираку, Крапина у Хрватској, Градац и Рисовача у Србији, Црвена Стијена у Црној Гори, Сеиди и Елида у Грчкој, Мас д Азил у Француској.

### Мезолит
Мезолит (грч. Μεσολιθικός - од - Μεσο средње и λίθος - камен) или средње камено доба трајало је од краја леденог доба, пре 10.000 година до појаве земљорадње, односно млађег каменог доба (неолита). Датовање варира у односу на различита поднебља. У неким областима (нпр. на Блиском истоку), земљорадња јавља се крајем плеистоцена, тако да је мезолит веома кратко трајао и тешко га је дефинисати. У областима са ограниченим ефектом промена у смени ледених и међуледених доба - користи се термин епипалеолит, а у другим регијама где се види јасна промена настала сменом глацијала (која се огледа у еколошким разликама) види се јасна слика овог доба.
Током мезолита, људи и даље живе у пећинама, али и граде прва трајна насеља, најчешће на обалама река, језера и мора и развијају технологију. Оруђа се и даље израђују окресивањем камена, јављају се мирколити, камене секире и предмети од дрвета. На неким локалитетима откривени су кануи и чамци. Опстанак се осим на сакупљању плодова и лову, заснива и на риболову. У шумским подручјима појављују се знаци дефорестације, која се развија у неолиту током кога је човек почео са крчењем шума, да би створио више простора за земљорадњу.
Мезолитска налазишта су Власац и Лепенски Вир на десној обали Дунава, у Ђердапу (Србија), Крамонд (енгл. Cramond), Ховик хаус (енгл. Howick house) и Стар кар (енгл. Star Carr), (Уједињено Краљевство), пећина Франхти (грч. Σπήλαιον Φράγχθη) (Грчка), Свифтербант култура (Swifterbant) (Холандија).

### Неолит
Неолит (од сложенице грч. νεολιθικός, νεο -нов и λίθος - камен) или млађе камено доба је трећа епоха коју обележава почетак сточарства и земљорадње, као и појава сталних урбаних и протоурбаних насеља, седелачки начин живота и производња предмета од печене глине.
У неолиту се камен обрађивао глачањем и полирањем. Људи су живели у земуницама и сојеницама (куће на дрвеним стубовима у води). Друштво се делило на родове, братства и племена. Керамика се украшава, јавља се фигурална пластика и различити предмети култног карактера.

#### Теорија плодног полумесеца
Теорија плодног полумесеца била је заснована на идеји да је прва производња (односно пољопривреда) почела да се развија у широком луку од Леванта до Курдистана у Ираку, и јужно од Каспијског језера, одакле су културе продирале у остале делове света. Међутим, неолитске културе су се развијале независно у различитим деловима света и током различитог времена су почеле са узгајањем различитих биљака („плодни полумесец“ - пшеница, јечам и махунасте биљке око 8000. године п. н. е, у Азији - пиринач и просо су доместификовани око 6000. п. н. е., у Средњој Америци - кукуруз, кромпир око 7000. п. н. е.)
Верује се да је Јерихон, град на западној обали реке Јордан у Палестини најстарије насеље на земљи и да потиче из овог периода. Чувени споменици који су сачувани из овог периода су мегалитски споменици, од којих је најпознатији Стоунхенџ (Stonehenge) у јужној Енглеској. Неки мисле да је то светилиште, а неки да је то нека врста прве опсерваторије.
На Балкану су најпознатија налазишта из овог периода су Лепенски Вир који се налази на Дунаву између Голупца и Доњег Милановца, Старчево код Панчева и Винча код Београда, а пронађени су и неки од првих рудника у Европи. Бакар се вадио код Мајданпека, а жива у Шупљој стени на Авали.

### Метално доба
У овом периоду оружје и оруђе се правило од бакра, бронзе (легура бакра и калаја) и од гвожђа. Издвајање метала од руде назива се металургија. Тада су се појавили трговци и занатлије. Роба се размењивала за робу, а трговало се и на копну и на мору. На копну се роба превозила колима која су вукли магарци и коњи, а направљени су први једрењаци. У градовима су углавном живели трговци и занатлије и они су представљали најобразованији део друштва. Израз цивилизација настао је од латинске речи civis — што значи грађанин. Тада настају и прве државе, а грађани издржавају власт тако што плаћају порез.
Бакарно доба (још и енеолит или халколит), у старијој литератури називано и „камено бакарно доба“ је период који је обележило откриће бакра, метала који почиње да се користи у изради примитивног оруђа и оружја. Везује се за 3. миленијум п. н. е.
У овом периоду јавља се рударство. Рудници овог периода су веома квалитетни, у почетку се користи самородни бакар (у Европи у културама позног неолита имамо појаву самородног бакра и оксидних руда). Најбогатија лежишта бакра на територији данашње Европе налазила су се на острву Кипру, које је у културном погледу било везано за Блиски исток.
Такође су лежишта руде била и на Карпатима, у Чешком Равногорју, на Кавказу, Уралу (где рано почиње мешање бакра и арсена, чиме се добија арсенска бронза), на Балкану су Рудна глава (код Мајданпека) и Аи Бунар (Јужна Бугарска). Такође треба поменути и подручја сразмерно богата златом, које је представљало важну сировину, а то су област Урала, средња Европа и Трансилванија. Наведене области су представљале и значајне металуршке центре како током енеолита, тако и касније, током бронзаног доба.
Бронзано доба (2200. до 750 / 700. године п. н. e.), обележава како употреба бронзе, тако и сеоба сточара у време раног бронзаног доба (2200—1600. год. п. н. е.) на подручје Средоземља. То је био следећи талас индоевропских досељеника (након првог таласа пољопривредника у млађем каменом добу).
Један од највећих рударских центара овог периода био је Митерберг у западној Аустрији, где су откривене велике количине бакарне руде. Постојале су јаме где се топила и прерађивала руда. Нађени су остаци јамског рударења, дрвене конструкције, ведрице. Производња је била најинтензивнија у другој половини 2. миленијума. Касно бронзано доба или време тзв. културе поља са урнама (култура поља са шарама) траје од 300. до 750/700. год. п. н. е.
Гвоздено доба је најмлађи период праисторије, који смењује бронзано доба и траје до почетка нове ере. Ово је доба када је човек овладао производњом и употребом гвожђа, које улази у широку примену, металургијом и када се јавља први новац.
За почетак гвозденог доба се сматра 1000. п. н. е. (Блиски исток и Грчка). У средњој и јужној Европи гвоздено доба почиње у 9. веку п. н. е. (у Грчкој се завршава протогеометријски период). Претпоставка је да се развија самостално. Обрада гвожђа хладним ковањем почиње негде на Блиском истоку око 6000. п. н. е. У западној Европи Келти су били први који су употребљавали гвожђе. У француској школи овај период се назива „протоисторија“.
Почетком овог доба накит и оружје постају масивнији, керамика губи декоративност. Експлоатација рудних богатстава подстиче развој занатства и трговине. Долази до појачаних популационих кретања, што изазива и немире, сукобе.
Насеља се подижу на утврђеним узвишењима, градинама.
Некрополе се састоје од група тумула. Чешћи облик сахрањивања је инхумација. Крајем периода јављају се велики тумули са сложеним погребним ритуалом ограниченим бројем сахрана и великим бројем прилога од сребра, злата, оружја, металних посуда и керамике. Ово доказује почетак стварања племенске аристократије.
Гвоздено доба можемо поделити на:
- халштат - старије гвоздено доба
- латен - млађе гвоздено доба

- Мач из бронзаног доба
- Златна ваза из око 1500. године п. н. е.
- Халштатска огрлица
- Латенска керамика

## Праисторија у Африци
Африка се сматра колевком човечанства, јер је до сада на простору овог континента пронађено највише остатака праисторијских људи. Зато праисторију Африке сматрамо најдужом и најкомплекснијом.
У медитеранском делу Африке развој можемо пратити од каменог доба до настанка и развоја Египатске цивилизације.
Из периода старијег и средњег Палеолита откривена су у области Магреб налази Олдувајске и Ашелске културе, које је, претпоставља се, користио човек из породице хомо - Homo heidelbergensis. Ове две културе карактеристичне су за субсахарску Африку (локалитети Олдувај у Танзанији и Омо у Етиопији).
Снажна култура Атеријен се развија у области Сахаре, слична мустеријенској култури, а датује се у период 48.000. п. н. е. до 30.000 година п. н. е. Овом периоду припадају и културе Иберомаурисијен и Капсиен.
Током енеолита у овој области развијају се прединастичке културе Старог Египта, док се током неолита развија Египатска цивилизација (краљ Нармер из око 3150. п. н. е.).
- Шиљак типа Атериен
- Лобања неандерталца из Марока

## Праисторија у Европи
У Европи су откривена значајна налазишта из праисторијског периода великих палеолитских култура.
Орињачка култура, назив је добила по Орињаку, у пределу горње Гароне. Датира из 3000. п. н. е. Широко је распрострањена у Западној Европи. Одговара кромањонским људима. Значајни локалитети су: Алтамира (Шпанија), Орињак, Фон де Гом, Лосел, Пећина Ласко (сви у северној Француској), Костјенки (Русија).
Шателперон култура, прелаз између мустеријера и млађег палеолита (3.500 година). За ову културу су карактеристични једноставни издужени стругачи, благо заобљени ножеви са ретушом на једној ивици.
Граветијен, (назив је добила по Ла Гравету у Дордоњи). Датира из 25.000. године п. н. е. Карактеристична су мала сечива и шиљци, палеолитске венере од камена, слоноваче, глине... Чувени локалитет је Вилендорф у Аустрији где је пронађена Вилендорфска Венера.
Солитрејска култура, датира око 18.000. године п. н. е. Карактеристични су шиљци у облику ловоровог листа, окресани плитким ретушом са обе стране. Иновација је одбацивач са куком на једном крају. Слична овој је Селетијенска култура.
Магдаленијен (15.000-9.000. година п. н. е), у овом периоду ишчезавају мамути, носорози и ирваси, кремена оруђа су мање типична и ређе се користе, док се највише користе кости и рог. Матично подручје културе је југозападна Француска и северна Шпанија.
Током мезолита у северној Европи друштвене заједнице добро живе захваљујући могућности да створе добре залихе хране. Материјални докази откривају нам две културе: маглемосијен и азилијен. Вероватно су овакви услови за живот у овој области, одложили долазак неолита до око 4000. п. н. е. Током наредног периода такође се развија велики број култура на подручју Европе. Изузетан значај има култура Лепенског вира у Ђердапској клисури.
Током доба метала у готово целој Европи имамо велики број налазишта, од којих се издвајају Уњетичка, Отомани, Витенбершка, Вербичоара културе бронзаног доба и Халштатска и Латенска култура гвозденог доба.
У Европи почетком историјског периода сматра се појава минојске цивилизације и писма које се развило у алфабет (Linear A) око 1900. п. н. е.

## Праисторија у Азији
Као и у другим деловима света, и у Азији су трагови људског живота познати још из палеолита. Културни слојеви и скелетни остаци из неандерталског (Мустеријен-средњи палеолит) периода пронађени су у различитим подручјима Блиског истока, у пећинама Шанидар у Ираку, на камилској гори у Палестини итд. Ове пећине коришћене су само током одређеног годишњег доба, али су се праисторијски људи често у њих враћали. Средства за живот су осигуравали ловом, риболовом или сакупљањем биљака и воћа. Локалитети на отвореном простору нису пронађени, али се може претпоставити да су и на тлу Блиског истока постојали слични, као они откривени у Европи.
Најпознатија и најзначајнија мезолитска култура овог поднебља је Натуфијен, а дефинисана је на основу налаза са локалитета Јерихон.
Неолитски налази су поузданији јер је и број пронађених локалитета већи. Најчешће су удаљени и смештени на различитом (најчешће брдовитом) терену, али никад у алувијалним долинама. Детаљно је истражена пећина Камарбанд у планинској регији југоисточно од Каспијског мора, као и насеље које припада керамичком неолиту Кал'е Ростам у долини изнад које је планински ланац Загрос. Добро истражено прекерамичко насеље је Беида у Јордану. Откривени су остаци грађевина са зидовима од танких камених плоча са украсима у виду црвених трака. Докази о сталном насељавању откривени су у Турској (насеље Калал Јармо).
У овој области не би имало смисла говорити о металном добу као о праисторији, будући да се тада јављају прве цивилизације.

## Праисторија у Америци
Најчешће прихваћена теорија је да су људи населили амерички континент дошавши преко Сибира и Беринговог мореуза, пре око 50.000 година. По другој теорији сматра се да су први становници дошли на овај континент пре око 14.000 година. У сваком случају, изолација је допринела томе да у Америци у односу на друге континенте, периодизација буде каснија у односу на друга поднебља.
Шаблон:Праисторија Америке
Сматра се да се долазак првих становника Америке подудара са почетком холоцена и да је подељен у две фазе: фазу ловачко-сакупљачких заједница (документовано налазима са локалитета Топер (САД), Педра Фурада (Бразил), Тлапакоја (Мексико), Монте Верде II (Чиле), која се датира око 30.000 годину п. н. е.) И другу фазу која се јавља око 13.000. године п. н. е. а чији је типичан представник Кловис култура (Нови Мексико).
Крајем последњег леденог доба, почиње да се развија пољопривреда. Јављају се многе културе, највише у области Мексика и у северним и централним Андима. Карактеристична је култура Карал у Перуу, која се датује у 2600. годину п. н. е.
|  |  |

На америчком континенту праисторија се завршава појавом првог писаног документа који се везује за период Олмек III и чувену стелу Ц која је откривена у селу Трес Запотес код Веракруза, (Мексико) која се датира у 32. годину п. н. е.

## Праисторијско оруђе и оружје
Током праисторије јавља се велики број оруђа и оружја, од којих су најзначајнији цепачи, стругачи, длета и шиљци. Осим овог оруђа јавља се још и ручни клинови, пострушке, пробојци, сечива, секире, спатуле, стрелице, командне палице, харпуни и др.
- Бифацијални артефакт
- Чопери
- Бифацијално оруђе

Цепач је једно од најпримитивнијих оруђа. Сечица је добијена једностраним или двостраним (енгл. chopping tool) окресивањем једног краја облутка, вероватно је служио за дробљење и цепање тврдих материјала (кост и дрво). Чопери се јављају још пре 2.500.000 – 1.400.000 година. у раним преашелским или олдувајским индустријама у источној Африци на локалитетима Омо и Кадар у Етиопији, Олдувај у Танзанији, Коби Фора у Кенији. У старијем и средњем палеолиту чести су и у северној Европи, као и у централној и југоисточној Азији.
Стругач је одбитак или сечиво које је најчешће ретуширано трансверзално дубоким и издигнутим ретушем. Угао ретуша у односу на површину са које је извршено ретуширање је већи од 60 степени. На основу морфолошких карактеристика деле се на: стругаче на сечивима, стругаче на одбицима, пљоснате, дебеле (чунасте).
На основу облика радне ивице:
лучне, шиљате,
њушкасте, раменасте, ноктасте и кружне.
Длето је уска алатка са кратким сечивом, која је служила за тесање или клиновање. Првобитно је била од камена а потом од бакра, бронзе и гвожђа. Палеолитска кремена длета формирана су помоћу једног или више удара, уздужно одстрањује део ивице одбитка или сечива. Тако настаје и тзв. одбитак длета. Длета су карактеристична за горњи палеолит и млађе периоде.
Деле се на:
- обична длета формирана на обичној неретушираној ивици
- длета на прелому сечива или одбитка
- длета на ретушираној ивици
- диедарска длета Зависно од тога колико их је формирано на 1 одбитку деле се на: једнострана, двострана и вишестрана.

По броју негатива који полазе од исте платформе деле се на: једнострука, двострука и вишеструка.
Према оријентацији негатива на одбитку деле се на: латерална и трансверзална.
По културама у којима су типична могу бити типа Ноаје, Вашон, Рес, Басале, Закан и Ориљасијен.
Шиљак је карактеристично оруђе за старији палеолит. Тајасијенски, мали, асиметричан шиљак формиран на дебелом одбитку. Ретуш је уздигнут, грубо назупчени, типичан за тајасијенске (премустеријенске) индустрије јужне Француске.
Карактеристични шиљци средњег палеолита су Мустеријенски (формиран на обичном или Левалоазијенском одбитку или сечиву, троугласте форме, ретуш углавном дубок, уздигнут али некада и степенасти ретуш – тотално или само на врху, на једној или обе ивице) и листолики шиљци (двојни шиљци, унифацијално или бифацијално ретуширани, листолики, танки и фине израде).
Током горњег палеолита јавља се велики број различитих шиљака као што су:
шателперонијенски је шиљак са лучним, стрмо ретушираним хрптом формираним на сечиву, солитрејски је фацијално и бифацијално окресани шиљак листолике форме, као и остали који карактеришу солитеријску културу. Младечки шиљак је од кости, рога јелена, слоноваче. Издуженог ромбоидног облика је, већих димензија, пљоснат, може бити овалног или квадратног пресека.
Шиљак типа Фонт Ив је оруђе формирано на уском сечиву, ретуширано латералним или билатералним полустрмим ретушем, а шиљак типа Кремс који је формиран на ламели, ређе ретуширан латерално, чешће билатерално, полустрмим и маргиналним ретушем.
Граветијенски шиљак је са правилним или благо лучним стрмо ретушираним хрптом, формирано на дугом и уском сечиву или ламели.
Аренијенски је једнострано ретуширан у целини или делимично, формиран на дебелом сечиву или ламинарном одбитку, понекад је и листолике форме.
Тардиграветијенски шиљак је на доњем крају сужен помоћу латерално изведеног јамичастог удубљења, ретуширано најчешће дубоким и директним полустрмим или стрмим ретушем. Тако формиран трн служио је за усађивање.
У финалном палеолиту и мезолиту карактеристични су: свидеријенски – издужени шиљак са трном, затим типа Лингби (кратак, широк шиљак, са билатералним углавном стрмо ретушираним трном за усађивање). Врх може бити ретуширан и типа Руанда (двоструки шиљак са врхом у оси оруђа, листолике или ромбоидне форме, ретуширан на оба краја инверзним, плитким (површинским или полустраним ретушем).
Тарденуазијенски шиљак је троугласто, унилатерално или билатерално (полустрмо или стрмо) ретуширан шиљак, микролитских димензија, са ретушираном равном или конкавном базом.
Совтеријенски шиљак је билатерално, стрмо ретуширан једноструки или двоструки шиљак са лучним хрптом микролитских димензија.
Азилијенски шиљак је шиљак са наглашеним лучним, стрмо ретушираним хрптом, углавном микролитских димензија.
Аренсбургијенски шиљак је оруђе са трном који је формиран помоћу 2 симетрично постављена, стрмо ретуширана, јамичаста удубљења.
Технике окресивања:
- Језграшка техника (ашел) је техника где се језгро обликује после одбијања, тако се добија оруђе од језгра.
- Иверашка техника је друга техника, где се даље обрађује одбитак.

Хронолошки редослед:
- Старији палеолит – техника директног одбијања, техника директног одбијања меким или тврдим перкутером од средњег ашела, техника директног одбијања помоћу наковања, левалоазијенска техника од средњег ашела
- Средњи палеолит – техника директног одбијања, левалоазијенска техника
- Млађи палеолит – техника индиректног одбијања, микродлето техника, левалоазијенска техника (бохунилијен)
- Мезолит – техника одбијања притиском, техника преламања, микродлето техника

Одбијање је поступак добијања употребљивих одбитака од комада сировине, облутака или већ припремљеног језгра.
Технике одбијања се могу поделити у две основне групе:
- техника одбијања ударом, директно, тврдим или меким перкутером, индиректно или помоћу наковања
- техника одбијања притиском

Окресивање је скуп метода и техника примењиваних у процесу производње кремених артефаката. Подразумева активности које су везане за:
- експлоатацију ресурса минералних сировина намењених за окресивање,
- припрему језгра за окресивање као и одбијање употребљивих сечива и одбитака одговарајућим техникама,
- накнадну модификацију сечива и одбитака у оруђ одговарајуће форме и намене.

Сва 3 технолошка поступка у изради артефаката, као и врсте артефаката у оквиру одређеног скупа могу бити предмет разноврсних анализа (сировина, технолошких обележја артефаката, типологије ретушираних оруђа).

## Флора и фауна
Историја Земље подељена је на четири геолошка доба: прекамбријум, палеозоик (старо доба), мезозоик (средње доба) и кенозоик (ново доба). Палеозоик, мезозоик и кенозоик припадају фанерозоку, добу у коме се развија живи свет.
У камбријуму, пре око 540.000.000 година, на копну није било никаквог живота, а у мору су живели: мекушци, медузе, сунђери. Током наредних 160.000.000 година појављују се корали и рибе без вилица (Agnatha или колоусте), које се сматрају првим кичмењацима. У овом периоду почињу да се развијају и биљке, а затим инсекти. Почетком карбона, пре 360.000.000 година водоземци излазе на копно, постају све бројнији, а из њих се развијају гмизавци (Naosaurus).
У доба мезозоика, на крају перма, долази до велике промене у изгледу Земље, изумиру крупни динокефални биљоједи и месождери. У животињском свету јављају се крупни архосаурски рептили који су се појавили неколико милиона година после пермског изумирања: диносауруси, птеросауруси, морски рептили као ихтиосауруси, плезиосауруси и мозасауруси. Dimetrodon припада врсти првих гмизаваца из доба Перма. Био је дугачак и до 3 метра и хранио се искључиво месом.
Током Јуре су се појавиле прве птице и плацентални сисари.
Птеросаури (Птеродактили) су први летећи гмизавци, којима су предњи удови закржљали, а развитком опне су успели да полете. Током јуре се јављају и прве птице са перјем.
Најкрволочнији диносаурус из доба јуре био је алосаурус, био је дугачак од 7 до 12 метара и лако се кретао, главно оружје била му је снажна чељуст са оштрим зубима, тако да плен најчешће није успевао да умакне.
Брахиосаурус је био врста диносауруса који су такође живели крајем јуре. Био је једна од највећих животиња које су икада ходале Земљом. Открићем огромних титаносауруса, попут Аргентионосауруса, доказано је да су постојале и веће животиње од брахиосауруса.
Бронтосаурус је најпознатији биљојед из овог периода, био је масиван и тром гмизавац и кретао се на четири ноге.
Диплодокус је важио за најдужег диносауруса и једног од најпрепознатљивијих, због дугачког врата и репа, његова величина је плашила велике предаторе, као што су алосауруси и цератосауруси.
Стегосаурус је живео крајем јуре, тело му је било дугачко око 9 метара и било је прекривено крљуштима, а био је висок око 4 метра. Због свог препознатљивог репа и бодљи, стегосаур је један од најпрепознатљивијих диносауруса.
- Птеросаурус
- Лобања алосауруса
- Скелет диплодокуса
- Модел стегосауруса
- Тираносаурус
- Модел тираносауруса

Тираносауруси (име значи „гуштер-тиранин“) су се појавили у доба креде и „владали“ су Земљом све до нестанка диносауруса. Били су дугачки око 15 метара, а у усправном ставу су достизали и преко 6 метара. Били су изузетно крволочни месождери.
Трицератопс је род диносауруса из групе цератопсида из периода горње креде, имао је највећу главу у односу са другим диносаурусима, на којој је имао три рога, за која се претпоставља да су имали заштитну улогу.
Крајем мезозоика температуре у морима расту и велике животиње нестају док мање животиње свих врста (гуштери, змије и преци примата) напредују.
Током кенозоика, мења се клима, настају континенти, развијају се разне врсте сисара и јавља се човек.
- Скелет неогенског преживара
- Глава и горња вилица динотеријума
- Скелет мамута
- Скелет миоценског носорога

### Флора и фауна током Квартара
Квартар је најмлађа геолошка периода кенозоика, у оквиру које се издвајају две геолошке епохе: плеистоцен, од 1.870.000 година до 10.000 и холоцен од пре 10.000 година до данас.
У овом периоду развила се бореална флора - мочварна вегетација тундре. Јављају се жбунасте цветнице на челу са „бореалном ружом“ (лат. Dryas octopetala), поларном врбом (лат. Salix polaris) и брезом (лат. Betula nana).
Јужно од тундри су маховинасте и травнате степе, а још јужније - појас шума.
Топли терцијарни реликти после леденог доба очували су се на југу Кавказа.
Током овог периода јављају се:
- шумски слон са правим кљовама - лат. Palaeoloxodon, (128.000/100.000)
- степски слон (лат. Mammuthus trogontherii)
- мерков носорог
- тур или праговече (лат. Bos primigenius)
- коњи

Представници хладне климе:
- рунасти носорог
- ирвас (лат. Rangifer tarandus)
- бизон (лат. Bison priscus)

Пећински сисари:
- пећински медвед (лат. Ursus spelaeus)
- пећински лав (лат. Panthera spelaea)
- пећинска хијена (лат. Crocuta spelaea)

## Еволуција хоминида
Најстарији нађени остаци примата потичу из периода од пре 65.000.000 година, а нађени су у Пургатори Хилу (САД). По налазишту су и названи Пургаториус (лат. Purgatorius).
Око пре 35-25.000.000 година одваја се линија хоминида. Хоминиди до пре 8.000.000 односно 7.000.000 година заузимају саване, током овог времена, Рамапитекуси (лат. Ramapithecus) се усправљају.

### Хомо хабилис
Пре око 2.000.000 година појавио се припадник рода Хомо (Homo). Био је нешто виши, имао је већи мозак али је још увек ходао погрбљен а тело му је било обрасло длаком. Споразумевао се крицима и покретима руку а оно што га је чинило човеком била је вештина прављења оруђа. Зато су га научници назвали вешт човек или Хомо хабилис (лат. Homo habilis), који је оштрим каменом могао да разбије орахову љуску или корњачин оклоп, да отвори шкољку или да убије глодара, али не и да лови веће животиње. Хранио се углавном биљкама, јестивим плодовима, пужевима и скакавцима. Није имао станиште, већ је користио природне заклоне. У пећине није улазио јер су их насељавали јачи од њега — пећински лав, сабљозубе мачке и други месождери. Вешти човек је користио ватру за грејање и одбрану од животиња али само ако би је нашао у природи. Кретао се у групама чија је величина зависила од расположиве хране.
- Остаци лобање Хомо Хабилиса
- Остаци лобање Хомо Еректуса
- Остаци лобање Неандерталца

### Хомо еректус
Пре око 1.600.000 година настао је усправљен човек или Хомо Еректус (лат. Homo erectus). Био је растом висок скоро као савремен човек, имао је 2/3 кранијалног капацитета савременог човека. Правио је бољи алат од вештог човека, јер се служио обликованим каменом.
Карактеристике:
- старост - (?)1.500.000 година - 200.000 година
- висина тела - 160-165
- мождана запремина - 700-1000
- одлике лобање: незнатно пресвођавање можданог дела лобање, надочни лукови масивни и наглашени, посторбитално стезање слепоочног угла, коштани зидови веома дебели, у окципиталној пројекцији ширина лобање лежи ниско
- одлике лица: велика ширина носног отвора, мандибула велика и масивна, као и зуби, обрадак раван, очњаци нешто више одвојени
- посткранијални скелет:карактеристике хоминида
- култура: култура камених језгра, почиње употреба ватре

### Хомо сапиенс
Пре око 300.000 година појављује се разуман човек - Хомо сапиенс (лат. Homo sapiens). Његовом основном карактеристиком сматра се говор.
Неандерталац је назив за посебну врсту праисторијског човека. Име је добио по долини реке Неандер у Немачкој, где су пронађени остаци. Датују се у 120.000 до 35.000 година.
Основне карактеристике:
- старост - 100.000-40/35.000 година
- висина тела - 160-165
- мождана запремина - 1200-1600
- одлике лобање:раван кров лобање, затиљак мање или више повијен, надочни лукови присутни целом ширином чела, чело релативно мало повијено, посторбитално стегнута слепоочна кост
- одлике лица:лат. Fossa canina недостаје, вилице врло масивне, велики угао зуба (зубни низ) повучен обрадак (супротно од форме савременог човека)
- посткранијални скелет:карактеристике хоминида
- култура: култура језгра и одбитка, окресивање алатки, употреба ватре, сахрањивање покојника

### Хомо сапиенс сапиенс
- старост - 35.000. година
- висина тела - 150-200
- мождана запремина - 1200-2000
- одлике лобање: хватиште мишића на лобањи слабо изражена, чело у латералној пројекцији близу вертикале, надочни луци нису развијени целом дужином, затиљак лежи око средине задњег лобањског лука, велики лобањски отвор помакнут напред, што је резултат усправног хода
- одлике лица: редукција виличног апарата, незнатна величина зуба, трећи молар је обично мањи или чак редукован, конкаван профил горње вилице, лат. Fossa canina присутна само код Х. сапиенса, на доњој вилици присутан истурен обрадак
- посткранијални скелет:релативно танке и лаке кости
- култура: култура оруђа са доминантним оштрицама, рађа се уметност

## Уметност и религије праисторије
Уметност праисторије проучава археологија, будући да се ова наука, ослањајући се на материјалне остатке људске културе, бави откривањем древног живота.
Најчешћи предмети из овог периода који су откривени, имали су одређену функцију и били су ритуални и магијски предмети.
Најстаријим уметничким делом сматра се комад накита — мале бушене шкољке које су старе око 75.000 година, откривене у Јужној Африци. Даља открића таквих шкољки у мароканској пећини помера границе за неких 7.000 година и датују се на 82.000 година
Уметност праисторије можемо поделити на уметност палеолита, уметност мезолита и уметност неолита.
Религије праисторије су религијска схватања, култови и ритуали носиоца праисторијских култура (Хомо хабилиса, Хомо еректуса, Хомо сапиенса). О религији овог периода сазнајемо преко камених артефаката, слика на пећинама, пластике и материјала које налазимо у некрополама.
Током палеолита можемо назначити само елементарне форме религије.
У култури Хомо Хабилиса централну сакралну улогу има облутак, пажња се поклања камену, који је са изузетном пажњом биран и преобликован, па се претпоставља да му је придавана изузетна моћ.
Пре око 1.600.000 година, рукотворине од камена су све разноврсније, појављују се у Африци, југоисточној Азији, а пре око 1.500.000 година и у Европи. Хомо еректус такође сакрализује камен на шта упућују налази најсавршеније обликованих и највећих ручних клинова на којима нема трагова употребе.
Са вештином обраде камена повезано је и овладавања ватром. Најстарија ватришта у Европи археолошки су документована нагорелим облуцима. Ватра је променила живот: изменила исхрану, победила хладноћу, мрак, представљала заштиту од дивљих животиња, продужила дан и омогућила окупљање, допринела развоју вербалне комуникације, чувању традиција, развијању маште и стварању атмосфере погодне за стварање легенди и митова.
Неандерталац мења традиционалну културу и успоставља култ мртвих и веровања о загробном животу. Неандерталац је своје мртве сахрањивао са пијететом. У Регурдуу (Француска) покојник је положен на велику гомилу камена, покрај које је саграђена камена конструкција за скелет медведа. Једноставнија али слична конструкција откривена је у пећини Монте Чирчео (Италија). У Крапини (Хрватска) пронађене су поломљене кости покојника, трагови канибализма упућују на ритуално конзумирање меса умрлих сродника. Током праисторије развија се и култ лобање. Поштовање мртвих је изражено код хомо сапиенс сапиенса, откривени су гробови из млађег палеолита, у којима су покојници сахрањени са богатим прилозима, најчешће накитом.
Неандерталац се везује и за најстарије сакралне конструкције (Хијенина пећина код Арсир Кира у Француској), имамо пример да је људску лобању полагао у венац од камена (у пећини на Монте Чирчео у Италији). Хомо сапиенс сапиенс је на зидовима пећина представљао најчешће бремените животиње (Алтамира и Ласко), а камен је преобликовао у скулптуре, најчешће у женску фигуру са наглашеним одликама материнства (Вилендорфска Венера).
- Пећина Ласко (Француска)
- Слике у пећини Алтамира (Шпанија)

У мустијерској култури уочава се осамостаљивање ликовних замисли. У средњем палеолиту (између 120.000 и 35.000. године п. н. е.) развија се симболичко и сакрално значења камена, али и кости, рожине и слоноваче. Развија се осећање за боје. У пребивалиштима неандерталаца откривено је грумење оксида гвожђа (окер) и оксид мангана, а ређе калцинисани хематит, пирит и галенит.
Широм Европе током млађег палеолита човек је правио антропоморфне и зооморфне фигурине, од разних врста камена и кости, претпоставља се у магијске сврхе.

## Историја
Праисторија се завршава појавом првих цивилизација, односно појавом писма.
Док се праисторијом бави археологија, историја објашњава и описује развој људског друштва у прошлости, на основу проучавања историјских извора (поузданих доказа).
Почетком историје сматра се појава прве писмености, када се јавља и тежња да се забележе догађаји из прошлости. Најстарије податке забележили су стари народи: Сумерци, Вавилонци, Египћани и др. на каменим, глиненим, бакарним плочама или папирусу. Систематско бележење хронолошким редом започели су стари Грци и Римљани, као саставни део календара. Када је грађа постала опширнија, почела је да се издваја у хронике.
Најчешћа периодизација историје је:
- Стари век - од појаве писма, а делимо га према културама чији су се трагови очували (3.500. п. н. е. - 5. век после Христа)
- средњи век - почиње падом Западног римског царства у Европи, током овог периода у друштвеним односима превладава феудализам
- Нови век који је започео Колумбовим открићем Америке 1492. године, током овог периода у друштвеним односима се постепено појављује капитализам.
- Савремено доба - почиње завршетком Првог светског рата 1918. године.

## Протоисторија
Понекад се може јавити и прелазни период пре преласка из праисторије у историју. Овај период се назива протоисторија.
Протоисторија је историјски период између праисторије и историје, током којег култура или цивилизација још није развила писање, али су друге културе већ приметиле и забележиле њено постојање у својим списима. На пример, у Европи, Келти и германска племена су припадала протоисторији, јер су почели да се појављују у грчким и римским списима.
Протоисторија се може односити и на период транзиције између појаве писмености у друштву и настанка списа првих историчара. Такође се може односити на период у којем су пронађена фрагментарни или екстерни историјски документи, не нужно укључујући развијен систем писања.